# Dvorníky
Dvorníky (hongrois : Udvarnok) est un village de Slovaquie situé dans la région de Trnava.

## Histoire
Première mention écrite du village en 1247.

## Démographie

### Évolution de la population
| Année:               | 1994. | 2004.   | 2014.   | 2024.   |
| -------------------- | ----- | ------- | ------- | ------- |
| Nombre de personnes: | 1914  | 2017    | 2058    | 1953    |
| Différence:          |       | +5,38 % | +2,03 % | -5,10 % |

| Année:               | 2023. | 2024.   |
| -------------------- | ----- | ------- |
| Nombre de personnes: | 1986  | 1953    |
| Différence:          |       | -1,66 % |